# 松尾俊郎
松尾 俊郎（まつお としろう、1897年8月19日 - 1979年7月20日）は、日本の地理学者。学位は、文学博士（駒澤大学・1969年）（学位論文『関東山地東辺地帯における集落の人文地理学的研究』）。横浜国立大学教授、駒澤大学教授等を歴任。

## 来歴
佐賀県出身。東京帝国大学卒業。文部省に入省。1949年まで図書監修官として国定地理教科書の編集など行う。のち横浜国立大学教授に就任。1963年3月、横浜国立大学を停年退官。1966年から駒澤大学教授をつとめ、地名を研究。
1969年『関東山地東辺地帯における集落の人文地理学的研究』で、駒澤大学より文学博士の学位を取得した。1973年3月に駒澤大学教授を退任。1973年4月からは兼任教員として1976年3月まで勤務(なお、戦後1948から1949年度に兼任講師)。
著書に『日本の地名』『地名の探究』『都会といなか』など。
1979年7月20日死去、享年81歳